# 兹沃尼米尔·博班
兹沃尼米尔·博班（Zvonimir Boban，1968年10月8日—），是一名已經退役的克羅地亞職業足球運動員，克羅地亞國家隊和AC米蘭隊的中場核心。
波班早年出生於克羅地亞的伊莫茨基市，在克羅地亞具規模球會萨格勒布迪纳摩展開球員生涯。與波斯尼亞、斯洛文尼亞等前南斯拉夫國家一樣，雖然當時克羅地亞還在南斯拉夫主權之下，仍未脫離塞爾維亞人主導的南斯拉夫中央政府獨立，但是波班已經有著強烈的克羅地亞獨立思想。在1990年5月13日，波班隨隊與南斯拉夫班霸貝爾格萊德紅星比賽中，遇上球迷暴力慘劇，為了保護一位正被警察毆打的迪納摩球迷，波班在混亂中以一記飛踢的動作擊倒了一名塞爾維亞人的南斯拉夫警察。這事件的結果頗出人意料──波班因此成為了克羅地亞人心目中的國家英雄。
1991年，意大利足球豪門AC米蘭以800萬鎊的價格簽下了波班。彼時如日中天的AC米蘭坐擁六名世界級外援，在當時意甲只允許三名外籍球員同時出場的情況下，小字輩的波班最終被出租到同聯賽的巴里隊，一年租期結束后重返米蘭。在AC米蘭波班獲得了重要的大賽獎項，計有1994年隨AC米蘭擊敗巴塞羅那，贏得歐洲聯賽冠軍杯。同時他亦贏得四屆意甲聯賽冠軍，其中1993年球季AC米蘭更創下全季聯賽的不敗紀錄。
隨著波班年齡漸長，表現日見下沉，而AC米蘭在1996年以後更長期排在聯賽中游，使波班等一眾球員失去了重要位置。1998年世界杯波班雖然隨國家隊取得世界杯季軍，整體表現卻不盡人意。如他被指摘在世界杯四強賽對法國時，因解圍失誤使法國隊取得入球，為克羅地亞無緣決賽埋下伏線；之後季軍賽他更因傷患沒有上陣。
世界杯後AC米蘭展開重組計劃，把大批舊球員放棄，波班乃其中之一。他於2001年轉投西班牙球隊塞爾塔，但只上陣了四場，終而於2002年宣佈退役，轉為投身足球評述員工作。他隨後亦入讀薩格勒布大學並且取得歷史學位。
許多人認識波班並不在於足球場上的表現，而是因為其政治思想和對克羅地亞民族主義的支持立場。他被外界認為是極端的愛國主義者，曾公開稱如克羅地亞局勢出現危急關頭時候他會願意為國捐軀。他亦曾經公開指責南斯拉夫內戰只是令克羅地亞人受苦。

## 效力球會
- 1987-1991 薩格勒布迪納摩
- 1991-1992 巴里
- 1992-2001 AC米蘭
- 2001-2002 塞爾塔